# Histioea falerina
Histioea falerina là một loài bướm đêm thuộc phân họ Arctiinae, họ Erebidae.